# Choqa Kalbali
Choqa Kalbali (en persan : چقاكلب علي romanisé en Choqā Kalb'alī et en Chaqā Kalbe'alī) est un village de la province de Kermanshah en Iran. Lors du recensement de 2006, sa population était de 339 habitants répartis dans 70 familles.